# Reprezentacja Polski na Mistrzostwach Świata w Narciarstwie Klasycznym 2013
Reprezentacja Polski na Mistrzostwach Świata w Narciarstwie Klasycznym 2013 – grupa zawodników i zawodniczek, wybranych przez Polski Związek Narciarski do reprezentowania Polski w biegach i skokach w ramach Mistrzostw Świata w Narciarstwie Klasycznym 2013 w Val di Fiemme.
W skład reprezentacji weszło piętnaścioro zawodników – dziesięciu mężczyzn i pięć kobiet. Uczestniczyli oni w trzynastu konkurencjach – w dziesięciu w biegach narciarskich i w trzech w skokach.

## Zdobyte medale
| Medal | Zawodnik                                        | Dyscyplina        | Konkurencja                           | Data       |
| ----- | ----------------------------------------------- | ----------------- | ------------------------------------- | ---------- |
| 1     | Kamil Stoch                                     | skoki narciarskie | konkurs indywidualny na skoczni dużej | 28.02.2013 |
| 2     | Justyna Kowalczyk                               | biegi narciarskie | 30 km stylem klasycznym               | 02.03.2013 |
| 2     | Maciej Kot Piotr Żyła Dawid Kubacki Kamil Stoch | skoki narciarskie | konkurs drużynowy mężczyzn            | 02.03.2013 |

### Klasyfikacja dyscyplin
| Dyscyplina        | złoto | srebro | brąz | Suma |
| ----------------- | ----- | ------ | ---- | ---- |
| Skoki narciarskie | 1     | 0      | 1    | 2    |
| Biegi narciarskie | 0     | 1      | 0    | 1    |
| Suma              | 1     | 1      | 1    | 3    |

### Klasyfikacja zawodników
| Lp. | Zawodnik          | Dyscyplina        | złoto | srebro | brąz | Suma |
| --- | ----------------- | ----------------- | ----- | ------ | ---- | ---- |
| 1.  | Kamil Stoch       | skoki narciarskie | 1     | 0      | 1    | 2    |
| 2.  | Justyna Kowalczyk | biegi narciarskie | 0     | 1      | 0    | 1    |
| 3.  | Maciej Kot        | skoki narciarskie | 0     | 0      | 1    | 1    |
| 3.  | Piotr Żyła        | skoki narciarskie | 0     | 0      | 1    | 1    |
| 3.  | Dawid Kubacki     | skoki narciarskie | 0     | 0      | 1    | 1    |

## Sztab szkoleniowy
| Dyscyplina        | Imię i nazwisko         | Pełniona funkcja                | Źródło |
| ----------------- | ----------------------- | ------------------------------- | ------ |
| biegi narciarskie | Aleksander Wierietielny | trener Justyny Kowalczyk        | [ 1 ]  |
| biegi narciarskie | Rafał Węgrzyn           | asystent trenera Wierietielnego | [ 1 ]  |
| biegi narciarskie | Mateusz Nuciak          | asystent trenera Wierietielnego | [ 1 ]  |
| biegi narciarskie | Ivan Hudac              | trener kadry kobiet             | [ 1 ]  |
| biegi narciarskie | Janusz Krężelok         | trener kadry mężczyzn           | [ 1 ]  |
| skoki narciarskie | Łukasz Kruczek          | trener główny reprezentacji     | [ 1 ]  |
| skoki narciarskie | Zbigniew Klimowski      | asystent trenera głównego       | [ 1 ]  |
| skoki narciarskie | Grzegorz Sobczyk        | asystent trenera głównego       | [ 1 ]  |

## Skład reprezentacji
W poniższym zestawieniu znajduje się ostateczny skład polskiej reprezentacji na MŚ w Val di Fiemme wraz z miejscami, zajętymi przez poszczególnych zawodników podczas Mistrzostw Świata w Narciarstwie Klasycznym 2011 w Oslo.
| Biegi narciarskie kobiet (5)   |                   |                     |                        |                      |                    |                    |                    |        |
| Zawodniczka                    | Data urodzenia    | Miejsca na MŚ 2011  | Miejsca na MŚ 2011     | Miejsca na MŚ 2011   | Miejsca na MŚ 2011 | Miejsca na MŚ 2011 | Miejsca na MŚ 2011 | Źródło |
| Zawodniczka                    | Data urodzenia    | ind. sprint dowolna | druż. sprint klasyczna | ind. 10 km klasyczna | ind. 15 km łączony | ind. 30 km dowolna | sztafeta 4x5 km    | Źródło |
| Sylwia Jaśkowiec               | 1 marca 1986      | –                   | –                      | –                    | –                  | –                  | –                  | [ 3 ]  |
| Justyna Kowalczyk              | 23 stycznia 1983  | 5                   | –                      | 2                    | 2                  | 3                  | 8                  | [ 3 ]  |
| Kornelia Kubińska              | 3 sierpnia 1985   | –                   | –                      | –                    | –                  | –                  | –                  | [ 3 ]  |
| Paulina Maciuszek              | 2 września 1985   | 52                  | –                      | 47                   | 32                 | 43                 | 8                  | [ 3 ]  |
| Agnieszka Szymańczak           | 11 listopada 1984 | 49                  | –                      | 55                   | DNS                | 47                 | 8                  | [ 3 ]  |
| Biegi narciarskie mężczyzn (4) |                   |                     |                        |                      |                    |                    |                    |        |
| Zawodnik                       | Data urodzenia    | Miejsca na MŚ 2011  | Miejsca na MŚ 2011     | Miejsca na MŚ 2011   | Miejsca na MŚ 2011 | Miejsca na MŚ 2011 | Miejsca na MŚ 2011 | Źródło |
| Zawodnik                       | Data urodzenia    | ind. sprint dowolna | druż. sprint klasyczna | ind. 15 km klasyczna | ind. 30 km łączony | ind. 50 km dowolna | sztafeta 4x10 km   | Źródło |
| Jan Antolec                    | 3 maja 1990       | –                   | –                      | –                    | –                  | –                  | –                  | [ 3 ]  |
| Sebastian Gazurek              | 18 czerwca 1990   | –                   | –                      | –                    | –                  | –                  | –                  | [ 3 ]  |
| Maciej Kreczmer                | 4 kwietnia 1981   | 49                  | 18                     | 55                   | –                  | –                  | –                  | [ 3 ]  |
| Maciej Staręga                 | 31 stycznia 1990  | 33                  | 18                     | 54                   | –                  | –                  | –                  | [ 3 ]  |
| Skoki narciarskie mężczyzn (6) |                   |                     |                        |                      |                    |                    |                    |        |
| Zawodnik                       | Data urodzenia    | Miejsca na MŚ 2011  | Miejsca na MŚ 2011     | Miejsca na MŚ 2011   | Miejsca na MŚ 2011 | Miejsca na MŚ 2011 | Miejsca na MŚ 2011 | Źródło |
| Zawodnik                       | Data urodzenia    | ind. normalna       | ind. normalna          | ind. duża            | ind. duża          | druż. duża         | druż. duża         | Źródło |
| Stefan Hula                    | 29 czerwca 1986   | –                   | –                      | 33                   | 33                 | 5                  | 5                  | [ 3 ]  |
| Maciej Kot                     | 9 czerwca 1991    | –                   | –                      | –                    | –                  | –                  | –                  | [ 3 ]  |
| Dawid Kubacki                  | 12 marca 1990     | –                   | –                      | –                    | –                  | –                  | –                  | [ 3 ]  |
| Krzysztof Miętus               | 8 marca 1991      | –                   | –                      | –                    | –                  | –                  | –                  | [ 3 ]  |
| Kamil Stoch                    | 25 maja 1987      | 6                   | 6                      | 19                   | 19                 | 5                  | 5                  | [ 3 ]  |
| Piotr Żyła                     | 16 stycznia 1987  | 19                  | 19                     | 21                   | 21                 | 5                  | 5                  | [ 3 ]  |

## Wyniki reprezentantów Polski

### Biegi narciarskie

#### Konkurencje indywidualne
| Data                                   | Konkurencja                  | Zawodnik             | Kwalifikacje | Kwalifikacje | Kwalifikacje | Ćwierćfinał | Ćwierćfinał | Ćwierćfinał | Półfinał | Półfinał | Półfinał | Finał     | Miejsce | Źródła        |
| Data                                   | Konkurencja                  | Zawodnik             | Czas         | Miejsce      | Miejsce      | Czas        | Miejsce     | Miejsce     | Czas     | Miejsce  | Miejsce  | Czas      | Miejsce | Źródła        |
| -------------------------------------- | ---------------------------- | -------------------- | ------------ | ------------ | ------------ | ----------- | ----------- | ----------- | -------- | -------- | -------- | --------- | ------- | ------------- |
| 21.02.2013                             | sprint kobiet                | Justyna Kowalczyk    | 3:24.44      | 2.           | Q            | 3:20.4      | 1.          | Q           | 3:19.9   | 1.       | Q        | 3:22.9    | 6.      | [ 18 ] [ 19 ] |
| 21.02.2013                             | sprint kobiet                | Kornelia Kubińska    | 3:45.93      | 54.          | nq           | NQ          | NQ          | NQ          | NQ       | NQ       | NQ       | NQ        | 54.     | [ 18 ] [ 19 ] |
| 21.02.2013                             | sprint kobiet                | Paulina Maciuszek    | 3:46.53      | 56.          | nq           | NQ          | NQ          | NQ          | NQ       | NQ       | NQ       | NQ        | 56.     | [ 18 ] [ 19 ] |
| 21.02.2013                             | sprint kobiet                | Agnieszka Szymańczak | 3:38.74      | 40.          | nq           | NQ          | NQ          | NQ          | NQ       | NQ       | NQ       | NQ        | 40.     | [ 18 ] [ 19 ] |
| 21.02.2013                             | sprint mężczyzn              | Sebastian Gazurek    | 3:48.59      | 60.          | nq           | NQ          | NQ          | NQ          | NQ       | NQ       | NQ       | NQ        | 60.     | [ 20 ]        |
| 21.02.2013                             | sprint mężczyzn              | Maciej Kreczmer      | 3:38.31      | 32.          | nq           | NQ          | NQ          | NQ          | NQ       | NQ       | NQ       | NQ        | 32.     | [ 20 ]        |
| 21.02.2013                             | sprint mężczyzn              | Maciej Staręga       | 3:40.62      | 41.          | nq           | NQ          | NQ          | NQ          | NQ       | NQ       | NQ       | NQ        | 41.     | [ 20 ]        |
| 23.02.2011                             | bieg łączony kobiet na 15 km | Justyna Kowalczyk    | —            | —            | —            | —           | —           | —           | —        | —        | —        | 39:31.5   | 5.      | [ 21 ]        |
| 23.02.2011                             | bieg łączony kobiet na 15 km | Kornelia Kubińska    | —            | —            | —            | —           | —           | —           | —        | —        | —        | 41:18.1   | 23.     | [ 21 ]        |
| 23.02.2011                             | bieg łączony kobiet na 15 km | Paulina Maciuszek    | —            | —            | —            | —           | —           | —           | —        | —        | —        | 41:41.8   | 28.     | [ 21 ]        |
| 23.02.2011                             | bieg łączony kobiet na 15 km | Agnieszka Szymańczak | —            | —            | —            | —           | —           | —           | —        | —        | —        | 41:41.7   | 27.     | [ 21 ]        |
| 20.02.2013 (kwalifikacje) – 26.02.2013 | bieg na 10 km kobiet         | Sylwia Jaśkowiec     | –            | –            | PQ           | —           | —           | —           | —        | —        | —        | 27:54.2   | 48.     | [ 22 ]        |
| 20.02.2013 (kwalifikacje) – 26.02.2013 | bieg na 10 km kobiet         | Kornelia Kubińska    | –            | –            | PQ           | —           | —           | —           | —        | —        | —        | 27:34.5   | 37.     | [ 22 ]        |
| 20.02.2013 (kwalifikacje) – 26.02.2013 | bieg na 10 km kobiet         | Paulina Maciuszek    | –            | –            | PQ           | —           | —           | —           | —        | —        | —        | 27:25.8   | 34.     | [ 22 ]        |
| 20.02.2013 (kwalifikacje) – 26.02.2013 | bieg na 10 km kobiet         | Agnieszka Szymańczak | –            | –            | PQ           | —           | —           | —           | —        | —        | —        | 27:30.1   | 36.     | [ 22 ]        |
| 20.02.2013 (kwalifikacje) – 27.02.2013 | bieg na 15 km mężczyzn       | Jan Antolec          | –            | –            | PQ           | —           | —           | —           | —        | —        | —        | 41:01.8   | 82.     | [ 23 ]        |
| 20.02.2013 (kwalifikacje) – 27.02.2013 | bieg na 15 km mężczyzn       | Sebastian Gazurek    | –            | –            | PQ           | —           | —           | —           | —        | —        | —        | 40:27.7   | 73.     | [ 23 ]        |
| 20.02.2013 (kwalifikacje) – 27.02.2013 | bieg na 15 km mężczyzn       | Maciej Kreczmer      | –            | –            | PQ           | —           | —           | —           | —        | —        | —        | 37:35.6   | 36.     | [ 23 ]        |
| 20.02.2013 (kwalifikacje) – 27.02.2013 | bieg na 15 km mężczyzn       | Maciej Staręga       | –            | –            | PQ           | —           | —           | —           | —        | —        | —        | 38:52.2   | 57.     | [ 23 ]        |
| 02.03.2013                             | bieg na 30 km kobiet         | Justyna Kowalczyk    | —            | —            | —            | —           | —           | —           | —        | —        | —        | 1:27:23.6 | 2.      | [ 24 ]        |
| 02.03.2013                             | bieg na 30 km kobiet         | Kornelia Kubińska    | —            | —            | —            | —           | —           | —           | —        | —        | —        | 1:34:50.4 | 23.     | [ 24 ]        |

#### Konkurencje drużynowe
| Data       | Konkurencja                 | Zawodnik             | Półfinał       | Półfinał    | Półfinał | Półfinał | Finał          | Finał       | Miejsce | Źródła        |
| Data       | Konkurencja                 | Zawodnik             | Czas zawodnika | Czas łączny | Miejsce  | Miejsce  | Czas zawodnika | Czas łączny | Miejsce | Źródła        |
| ---------- | --------------------------- | -------------------- | -------------- | ----------- | -------- | -------- | -------------- | ----------- | ------- | ------------- |
| 24.02.2013 | sprint drużynowy kobiet     | Sylwia Jaśkowiec     | 10:47.31       | 21:30.29    | 8.       | q        | 10:20.41       | 21:10.49    | 9.      | [ 25 ] [ 26 ] |
| 24.02.2013 | sprint drużynowy kobiet     | Agnieszka Szymańczak | 10:42.98       | 21:30.29    | 8.       | q        | 10:50.08       | 21:10.49    | 9.      | [ 25 ] [ 26 ] |
| 24.02.2013 | sprint drużynowy mężczyzn   | Maciej Kreczmer      | 10:24.80       | 22:08.90    | 12.      | nq       | NQ             | NQ          | 12.     | [ 27 ]        |
| 24.02.2013 | sprint drużynowy mężczyzn   | Maciej Staręga       | 11:44.10       | 22:08.90    | 12.      | nq       | NQ             | NQ          | 12.     | [ 27 ]        |
| 28.02.2013 | sztafeta 4 × 5 km kobiet    | Kornelia Kubińska    | —              | —           | —        | —        | 16:24.5        | 1:04:11.5   | 9.      | [ 28 ]        |
| 28.02.2013 | sztafeta 4 × 5 km kobiet    | Justyna Kowalczyk    | —              | —           | —        | —        | 15:22.6        | 1:04:11.5   | 9.      | [ 28 ]        |
| 28.02.2013 | sztafeta 4 × 5 km kobiet    | Paulina Maciuszek    | —              | —           | —        | —        | 16:12.3        | 1:04:11.5   | 9.      | [ 28 ]        |
| 28.02.2013 | sztafeta 4 × 5 km kobiet    | Agnieszka Szymańczak | —              | —           | —        | —        | 16:12.1        | 1:04:11.5   | 9.      | [ 28 ]        |
| 1.03.2013  | sztafeta 4 × 10 km mężczyzn | Maciej Kreczmer      | —              | —           | —        | —        | 27:30.3        | 1:48:01.7   | 16.     | [ 29 ]        |
| 1.03.2013  | sztafeta 4 × 10 km mężczyzn | Sebastian Gazurek    | —              | —           | —        | —        | 28:42.1        | 1:48:01.7   | 16.     | [ 29 ]        |
| 1.03.2013  | sztafeta 4 × 10 km mężczyzn | Maciej Staręga       | —              | —           | —        | —        | 26:01.6        | 1:48:01.7   | 16.     | [ 29 ]        |
| 1.03.2013  | sztafeta 4 × 10 km mężczyzn | Jan Antolec          | —              | —           | —        | —        | 25:47.7        | 1:48:01.7   | 16.     | [ 29 ]        |

### Skoki narciarskie

#### Konkursy indywidualne
| Data                                   | Konkurencja                            | Zawodnik      | Kwalifikacje | Kwalifikacje | Kwalifikacje | Kwalifikacje | Seria 1   | Seria 1   | Seria 2   | Seria 2   | Nota łączna | Miejsce | Źródła        |
| Data                                   | Konkurencja                            | Zawodnik      | Odległość    | Nota         | Miejsce      | Miejsce      | Odległość | Nota      | Odległość | Nota      | Nota łączna | Miejsce | Źródła        |
| -------------------------------------- | -------------------------------------- | ------------- | ------------ | ------------ | ------------ | ------------ | --------- | --------- | --------- | --------- | ----------- | ------- | ------------- |
| 22.02.2013 (kwalifikacje) – 23.02.2013 | konkurs indywidualny mężczyzn (HS 106) | Maciej Kot    | 101,5 m      | 117.1 pkt    | 6.           | Q            | 101,5 m   | 113.1 pkt | 97,0 m    | 121.6 pkt | 234.7 pkt   | 11.     | [ 30 ] [ 31 ] |
| 22.02.2013 (kwalifikacje) – 23.02.2013 | konkurs indywidualny mężczyzn (HS 106) | Dawid Kubacki | 99,5 m       | 117.4 pkt    | 5.           | Q            | 93,5 m    | 103.4 pkt | NQ        | NQ        | 103.4 pkt   | 31.     | [ 30 ] [ 31 ] |
| 22.02.2013 (kwalifikacje) – 23.02.2013 | konkurs indywidualny mężczyzn (HS 106) | Kamil Stoch   | 99,5 m       | –            | –            | PQ           | 102,0 m   | 121.3 pkt | 97,0 m    | 116.1 pkt | 237.4 pkt   | 8.      | [ 30 ] [ 31 ] |
| 22.02.2013 (kwalifikacje) – 23.02.2013 | konkurs indywidualny mężczyzn (HS 106) | Piotr Żyła    | 100,5 m      | 114.3 pkt    | 10.          | Q            | 95,5 m    | 106.5 pkt | 95,0 m    | 113.6 pkt | 220.1 pkt   | 23.     | [ 30 ] [ 31 ] |
| 27.02.2013 (kwalifikacje) – 28.02.2013 | konkurs indywidualny mężczyzn (HS 134) | Maciej Kot    | 121,0 m      | 126.6 pkt    | 6.           | Q            | 125,0 m   | 130.5 pkt | 122,5 m   | 128.2 pkt | 258.7 pkt   | 27.     | [ 32 ] [ 33 ] |
| 27.02.2013 (kwalifikacje) – 28.02.2013 | konkurs indywidualny mężczyzn (HS 134) | Dawid Kubacki | 118,0 m      | 122.2 pkt    | 13.          | Q            | 126,5 m   | 130.4 pkt | 126,0 m   | 134.9 pkt | 265.3 pkt   | 20.     | [ 32 ] [ 33 ] |
| 27.02.2013 (kwalifikacje) – 28.02.2013 | konkurs indywidualny mężczyzn (HS 134) | Kamil Stoch   | 125,0 m      | –            | –            | PQ           | 131,5 m   | 144.9 pkt | 130,0 m   | 150.9 pkt | 295.8 pkt   | 1.      | [ 32 ] [ 33 ] |
| 27.02.2013 (kwalifikacje) – 28.02.2013 | konkurs indywidualny mężczyzn (HS 134) | Piotr Żyła    | 118,0 m      | 119.9 pkt    | 16.          | Q            | 124,0 m   | 129.0 pkt | 126,5 m   | 139.1 pkt | 268.1 pkt   | 19.     | [ 32 ] [ 33 ] |

#### Konkursy drużynowe
| Data       | Konkurencja                        | Zawodnik      | Seria 1   | Seria 1   | Seria 1      | Seria 2   | Seria 2   | Seria 2      | Nota łączna | Miejsce | Źródła |
| Data       | Konkurencja                        | Zawodnik      | Odległość | Nota      | Nota drużyny | Odległość | Nota      | Nota drużyny | Nota łączna | Miejsce | Źródła |
| ---------- | ---------------------------------- | ------------- | --------- | --------- | ------------ | --------- | --------- | ------------ | ----------- | ------- | ------ |
| 02.03.2013 | konkurs drużynowy na skoczni dużej | Maciej Kot    | 123,0 m   | 121.6 pkt | 558.5 pkt    | 128,5 m   | 140,7 pkt | 562.5 pkt    | 1121.0 pkt  | 3.      | [ 34 ] |
| 02.03.2013 | konkurs drużynowy na skoczni dużej | Piotr Żyła    | 122,0 m   | 135.9 pkt | 558.5 pkt    | 126,0 m   | 134,7 pkt | 562.5 pkt    | 1121.0 pkt  | 3.      | [ 34 ] |
| 02.03.2013 | konkurs drużynowy na skoczni dużej | Dawid Kubacki | 126,0 m   | 138.9 pkt | 558.5 pkt    | 128,0 m   | 137.3 pkt | 562.5 pkt    | 1121.0 pkt  | 3.      | [ 34 ] |
| 02.03.2013 | konkurs drużynowy na skoczni dużej | Kamil Stoch   | 134,0 m   | 152.1 pkt | 558.5 pkt    | 130,0 m   | 149.8 pkt | 562.5 pkt    | 1121.0 pkt  | 3.      | [ 34 ] |